# 骨涎蛋白
骨涎蛋白 Bone sialoprotein（BSP）是矿化组织如骨，牙本质，牙骨质和钙化软骨的组分。 BSP是骨细胞外基质的重要组分，并且已被认为构成骨和牙骨质中发现的所有非胶原蛋白的约8％。是一种唾液酸含量较高的最初分离自牛骨皮质的分子量为23-kDa的糖蛋白。为SIBLING蛋白的一种。
BSP在人类中称为骨唾液蛋白2，也称为细胞结合唾液蛋白或整合素结合唾液蛋白，由IBSP基因编码。